# VSV in het seizoen 1954/55
Het seizoen 1954/1955 was het eerste jaar in het bestaan van de IJmuidense betaaldvoetbalclub VSV. De club kwam uit in de Eerste klasse D en daarin op de 11e plaats, dit betekende dat de club in het nieuwe seizoen uitkwam op het één-na-hoogste voetbalniveau Eerste klasse.

## Wedstrijdstatistieken

### Eerste klasse A(afgebroken)
|       | AGOVV | Blauw-Wit | DWS   | Elinkwijk | GVAV  | Haarlem | Heerenveen | HVC   | Leeuwarden | Sportclub Enschede | Vitesse | Wageningen |
| ----- | ----- | --------- | ----- | --------- | ----- | ------- | ---------- | ----- | ---------- | ------------------ | ------- | ---------- |
| Thuis | 1 – 2 | –         | 2 – 2 | –         | –     | –       | –          | 2 – 1 | –          | –                  | 1 – 3   | –          |
| Uit   | –     | –         | –     | 0 – 4     | 3 – 3 | 2 – 2   | –          | –     | 1 – 0      | –                  | –       | 3 – 2      |

### Eerste klasse D
|       | AGOVV | Ajax  | Be Quick | BVV   | D.F.C. | Eindhoven | De Graafschap | HVC   | RBC   | Sportclub Enschede | De Volewijckers | VVV   | Xerxes |
| ----- | ----- | ----- | -------- | ----- | ------ | --------- | ------------- | ----- | ----- | ------------------ | --------------- | ----- | ------ |
| Thuis | 1 – 1 | 0 – 1 | 3 – 2    | 1 – 2 | 2 – 1  | 1 – 1     | 2 – 1         | 2 – 5 | 5 – 1 | 5 – 0              | 4 – 2           | 0 – 2 | 3 – 0  |
| Uit   | 2 – 0 | 2 – 2 | 1 – 2    | 2 – 1 | 2 – 0  | 3 – 1     | 3 – 1         | 0 – 0 | 2 – 1 | 2 – 2              | 2 – 2           | 2 – 0 | 1 – 2  |

## Statistieken VSV 1954/1955

### Eindstand VSV in de Nederlandse Eerste klasse D 1954 / 1955
| Stand | Gespeeld | Gewonnen | Gelijk | Verloren | Punten | Doelpunten voor | Doelpunten tegen |
| ----- | -------- | -------- | ------ | -------- | ------ | --------------- | ---------------- |
| 11e   | 26       | 9        | 6      | 11       | 24     | 43              | 43               |

### Eindstand VSV in de Nederlandse Eerste klasse A 1954 / 1955 (afgebroken)
| Stand | Gespeeld | Gewonnen | Gelijk | Verloren | Punten | Doelpunten voor | Doelpunten tegen |
| ----- | -------- | -------- | ------ | -------- | ------ | --------------- | ---------------- |
| 9e    | 9        | 2        | 3      | 4        | 7      | 17              | 17               |

### Topscorers
| #      | Naam              | Goal |
| ------ | ----------------- | ---- |
| 1.     | Wout Zwanenburg   | 12   |
| 2.     | Piet van der Kuil | 9    |
| 3.     | Siem de Graaf     | 7    |
| 4.     | Willy Hazeveld    | 3    |
| 4.     | Chris Kunst       | 3    |
| 6.     | Cor Schoon        | 2.   |
| 6.     | Jan Tielrooy      | 2.   |
| 6.     | Henk Verswijveren | 2.   |
| 9.     | Henk Belfroid     | 1    |
| 9.     | Henny van Deursen | 1    |
| 9.     | Rinus Spaans      | 1    |
| Totaal | Totaal            | 43   |

| #              | Naam                      | Goal |
| -------------- | ------------------------- | ---- |
| 1.             | Henk Verswijveren         | 4    |
| 2.             | Siem de Graaf             | 3    |
| 2.             | Rinus Spaans              | 3    |
| 4.             | Henk Belfroid             | 1    |
| 4.             | Willy Hazeveld            | 1    |
| 4.             | Piet van der Kuil         | 1    |
| 4.             | Chris Kunst               | 1    |
| 4.             | Van Lint                  | 1    |
| 4.             | Wout Zwanenburg           | 1    |
| Eigen doelpunt |                           |      |
| 1.             | Frans Beijer (Wageningen) | 1    |
| Totaal         | Totaal                    | 17   |